# Nannophryne cophotis
Nannophryne cophotis är en groddjursart som först beskrevs av George Albert Boulenger 1900.  Nannophryne cophotis ingår i släktet Nannophryne och familjen paddor. IUCN kategoriserar arten globalt som livskraftig. Inga underarter finns listade i Catalogue of Life.